# 田中里子
田中 里子（たなか さとこ、1925年10月7日-2007年3月28日）は、市民運動家、元全国地域婦人団体連絡協議会事務局長。

## 経歴
東京都京橋生まれ。1945年実践女子専門学校卒。在学中は学徒動員で「風船爆弾」を作るも、東京大空襲の影響で世田谷に移住する。
生田花世の松花塾で詩や短歌を習い、山高しげりのもとで1952年から全地婦連事務局に勤め、1963年、事務局長（1986年まで）。国民生活審議会委員。原水爆禁止の3団体（原水禁、原水協、市民運動）の統一行動に挺身した。
1978年、第1回国連軍縮特別総会において日本代表として演説した。

## 関連商品
- VHS「私と地婦連」（桜映画社・2005年3月）